# 개황력
《개황력》(開皇曆)은 연표(年表)와 찬자를 알 수 없으며, 현전하지 않는다.
개황 연간(수 문제의 연호, 581년 ~ 600년)에 만들어진 것으로 추정되며, 현재 전하지 않아 그 내용이나 체제에 대해서는 정확히 알 수 없다. 다만 《삼국유사》(三國遺事), 《가락국기》(駕洛國記)에 단편적인 기록이 보이고 있으므로, 가야에 대한 기록이 어느 정도 실려 있었을 것으로 보인다.
《개황록》(開皇錄)과 동일한 책으로 추정된다.

## 같이 보기
- 가야
- 삼국유사
- 가락국기